# Max Weiss

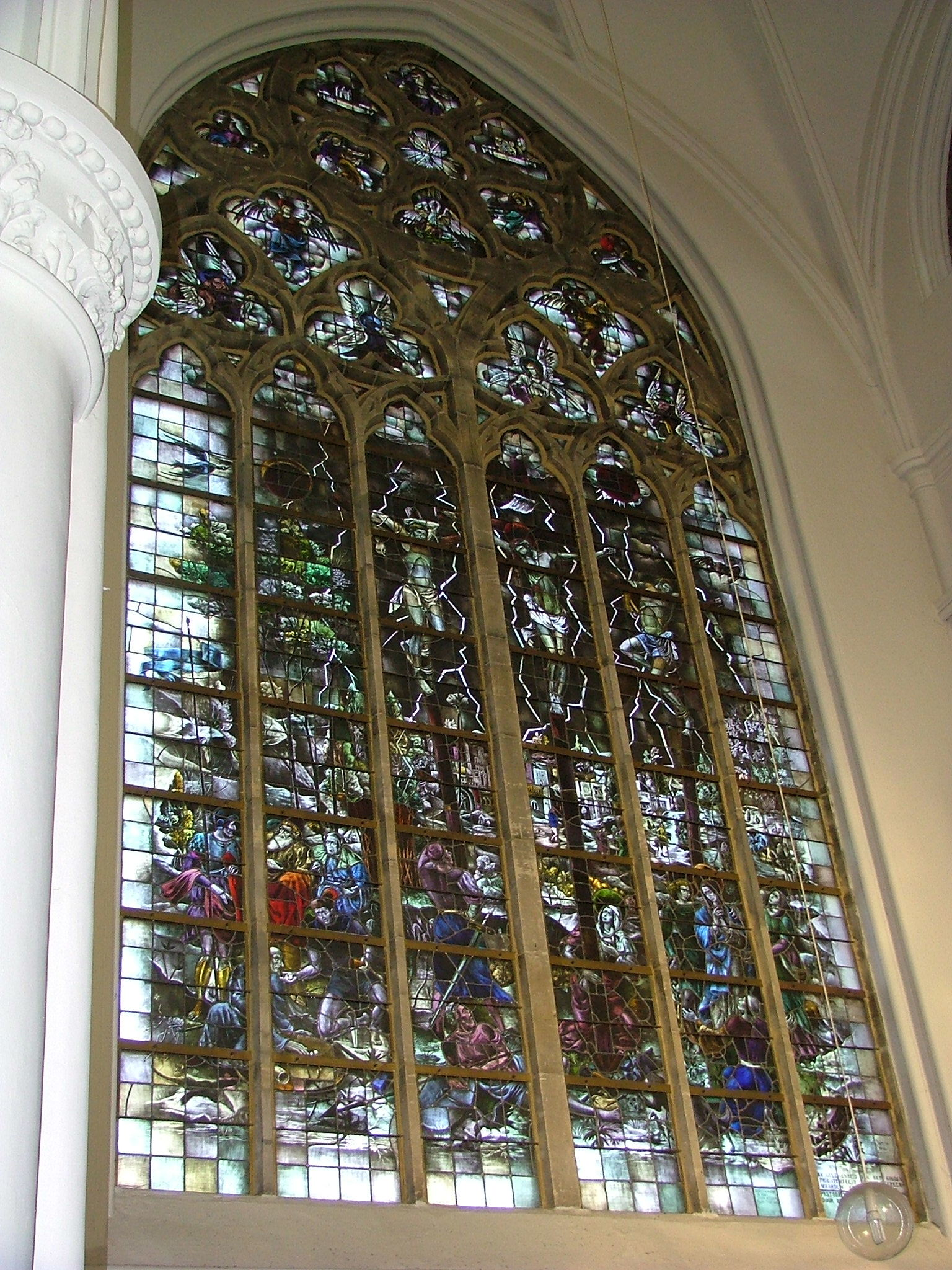
Groot raam met Kruisiging in de Stiftskerk van Thorn

Max Weiss (Plauen, 1910 - Roermond, 1972) was een Duits-Nederlands glazenier.
Weiss studeerde aan de Academie te München, waar hij het glazeniersdiploma behaalde. Daarna was hij werkzaam bij de Mayer'sche Hofkunstanstalt. In 1929 kwam hij in contact met Joep Nicolas die hem uitnodigde in zijn atelier te Roermond te komen werken. Nicolas emigreerde in 1939 naar Amerika, waarop het Atelier F. Nicolas en Zonen door Weiss werd overgenomen. Tot 1940 werkten hier onder anderen ook Gisèle van Waterschoot van der Gracht en Charles Eyck.
Omstreeks 1956 begon de gezondheid van Weiss achteruit te gaan en vanaf 1969 was hij gedwongen te stoppen met werken.

## Werk
Tal van kerken en scholen bezitten gebrandschilderde ramen van Max Weiss, onder andere de Stiftskerk van Thorn, de Sint-Lambertuskerk te Reuver, de Sint-Martinuskerk te Linne (1952-1955), de Heilig Hartkerk te Maasbracht (1953-1954), de Sint-Theresiakerk te Reuver (1958), de St. Willibrorduskerk te Vleuten, de Sint-Christoffelkathedraal te Roermond (1955, H. Johannes Nepomucenus, martelaar van het biechtgeheim), de Sint-Pieterskerk te Tielt (1954-1955) en het Canisiuscollege te Nijmegen (1947). 

## Externe bron
- Museum voor vlakglaskunst- en emaillekunst Ravenstein[dode link]